# Lucha de San Jorge y el dragón (Rubens)
Lucha de San Jorge y el dragón es un cuadro del pintor Pedro Pablo Rubens, realizado entre 1606 y 1607, que se encuentra en el Museo del Prado. Obra de juventud del artista flamenco, es una de las aproximadamente noventa obras de Rubens que posee el museo madrileño. Hay algunos dibujos preparatorios para la composición, basada según el especialista H. Vlieghe en la copia de una obra de Tiziano. Rubens trataría los temas religiosos a lo largo de toda su trayectoria artística. Encargada posiblemente para la Iglesia de San Ambrosio en Génova, ciudad cuyo patrón es San Jorge, Felipe IV la adquirió a la muerte del pintor a través del infante cardenal Don Fernando, hermano del rey y gobernador de los Países Bajos.

## El tema
El cuadro representa el relato de San Jorge y el Dragón, una leyenda piadosa medieval que describió el escritor Jacopo della Voragine en su obra Leyenda Dorada. Aquí se cuenta como el antiguo general romano San Jorge ya convertido al cristianismo, llega a la ciudad de Libia de Silca, donde había un dragón en un gran lago. Los habitantes del pueblo entregaban dos ovejas diarias como alimento, para apaciguar la ira del monstruo. Pero al acabarse las ovejas, decidieron sacrificar a los habitantes del pueblo, que eran elegidos por sorteo. Cuando le llegó el turno a la hija del rey, San Jorge la salvó enfrentándose y matando al dragón. Gracias a la hazaña, la población acaba convertida al cristianismo. En la obra el pintor usa una tipología derivada del mundo clásico para representar un episodio religioso, la alegoría de la lucha entre Jesucristo y Satanás. Es por ello un tema muy reproducido en la historia del Arte.

## Descripción de la obra
San Jorge ataviado como un general romano, con sus atributos habituales (coraza romana, montando un caballo blanco, la lanza clavada en el dragón a sus pies) refleja el influjo de Miguel Ángel en las primeras obras de Rubens, como los personajes fuertes y de músculos rotundos. El caballo blanco que tiene un gran protagonismo en la escena, ocupa gran parte de la composición y la articula generando una gran diagonal contribuyendo al movimiento de la escena. La influencia de los estudios de la obra de Leonardo da Vinci, que pudo conocer en su estancia italiana se refleja en el corcel. Rubens logra un gran realismo y dramatismo con detalles como la baba que surge de la boca de la montura, los ojos desencajados del dragón, la sorpresa que manifiesta la princesa o el temor reflejado en el cordero.